# Ophiura ophiura
Ophiure commune, ophiure rose
Espèce
L'ophiure commune (Ophiura ophiura) est une espèce d'échinodermes, décrite par Linné en 1758. Parente des oursins et des étoiles de mer, elle vit sur les fonds marins sableux et vaseux (de 0 à −30 m).

## Description
Comme la plupart des ophiures, l'ophiure commune est formée d'un disque central autour duquel rayonnent 5 bras allongés et effilés.
- Le disque central rigide mesure 3,5 cm de diamètre maximum, il est composé de plaques calcaires emboîtées en mosaïque suivant une (grossière) symétrie pentaradiale (symétrie centrale d'ordre 5).
- Les bras : caparaçonnés d'écailles dures, ils sont semi-rigides et relativement courts (par rapport à d'autres espèces de ce groupe), n'excédant pas 4 fois le diamètre du disque central. Plutôt larges à la base, ils s'effilent vers leur extrémité ; le long des bras, de chaque côté, se trouvent trois rangées d'écailles qui ont pris la forme de piquants. Leurs bases sont bien séparées, et alternent avec des pores, entourés de deux petites taches blanches.
- Couleur : brun clair à brun-rouge-orangé en passant par le rose pâle pour la partie supérieure du disque et des bras, blanchissant après la mort de l'animal. La face ventrale et plus claire que la face dorsale ; elle est blanc-sale (grisé à jaunâtre)[1].

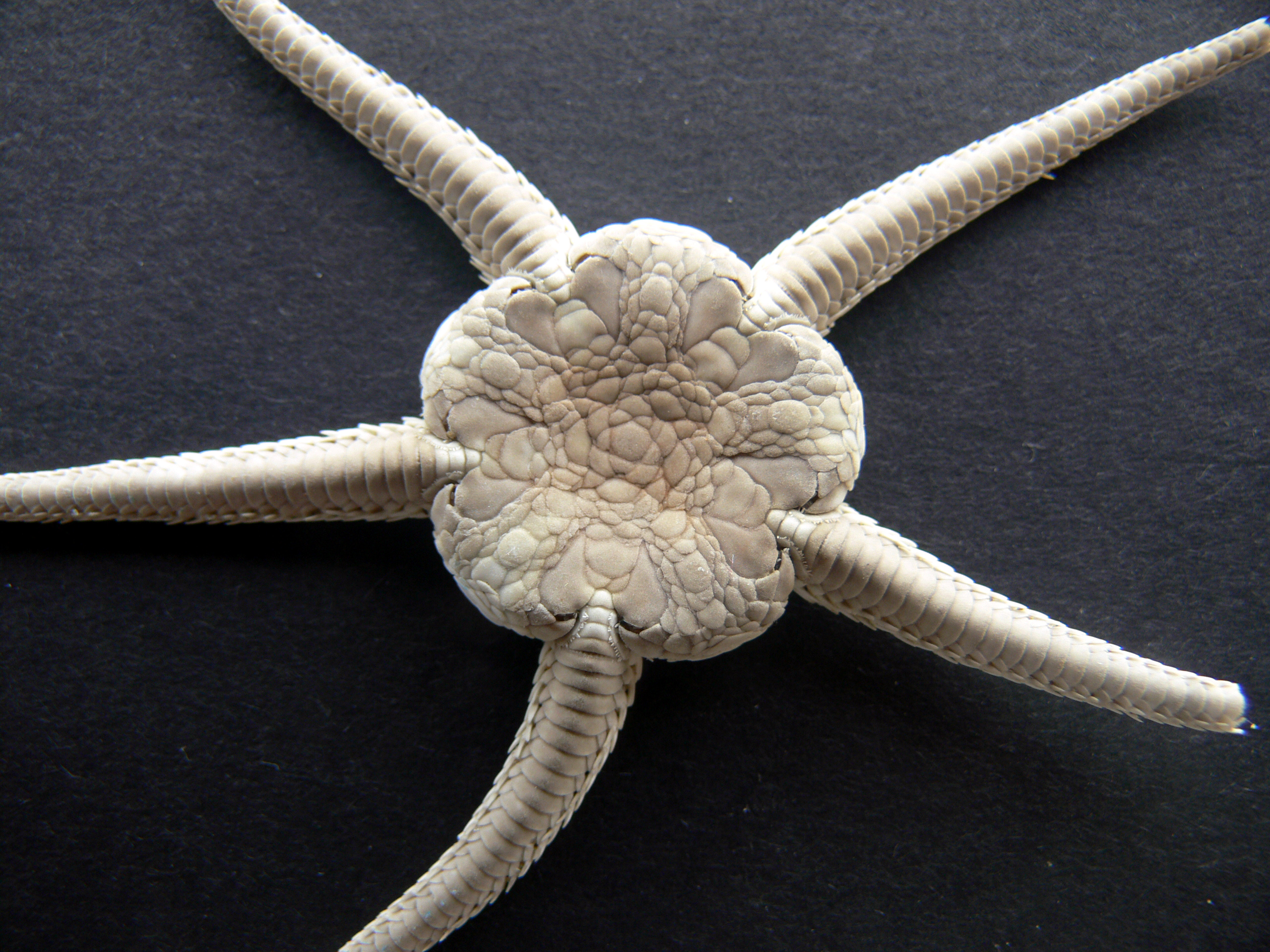
Gros plan sur le disque central.
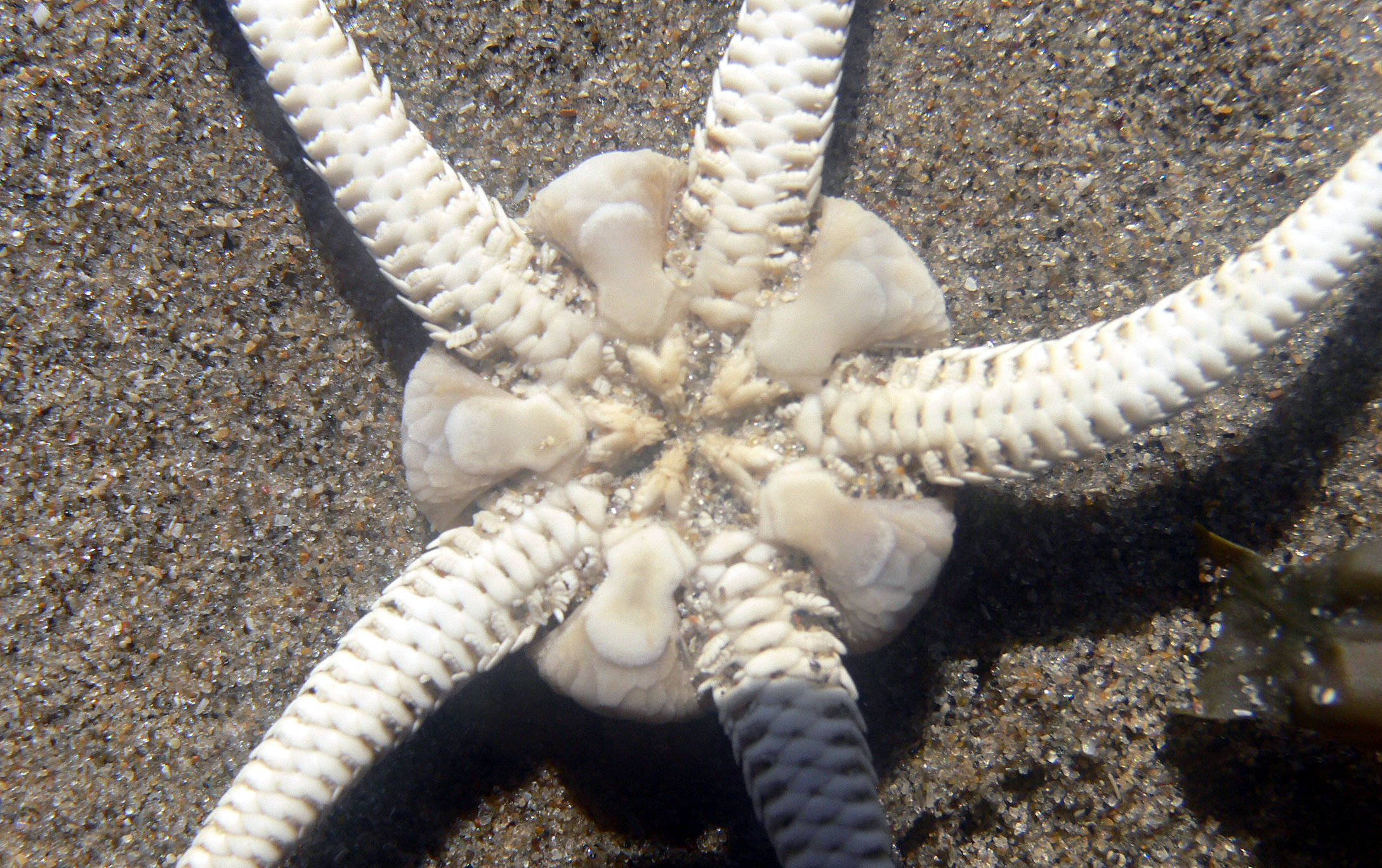
Gros plan sur la bouche, et ses 5 dents.

### Confusion possible
Ophiura ophiura ressemble fortement à Ophiura albida qui ne s'en distingue extérieurement que par la présence de pores entre les plaques des bras. O. albida est également plus souple et plus fragile.

## Habitat et répartition
Répartition : Atlantique du Nord-Est, Manche, mer du Nord, jusqu'en Arctique et certaines zones de Méditerranée.
Habitat : fonds sableux-vaseux, détritiques, préférentiellement meubles, à une profondeur variant de −300 m à la surface. 
Ophiura ophiura se trouve le long de la bande littorale, essentiellement dans des sédiments de granulométrie moyenne (grains de taille moyenne de 150-500 μm) avec un optimum qui est un sédiment de granulométrie moyenne de 150-200 μm. L'espèce préfère clairement des sédiments contenant de 30 à 40 % de vase, dans lesquels elle peut facilement s'enfouir. Elle vit souvent cachée la journée, et sort se nourrir la nuit.
Cette espèce est généralement présente en faible densité, avec des rassemblements atteignant au maximum 20 individus par mètre carré pour les comptages faits de 1976 à 1986 et 50 individus par mètre carré pour la période 1994-2001.

## Écologie et comportement

### Alimentation
L'ophiure est omnivore opportuniste à tendance charognarde, pouvant manger des particules en suspension, consommer des cadavres d'animaux ou exercer une chasse à de petits animaux vivants.
Comme la plupart des ophiures, c'est une espèce photophobe : elle vit généralement dissimulée pendant la journée, sous les roches ou dans les anfractuosités ; exposée, elle cherchera immédiatement à se cacher de la lumière.

### Reproduction
La reproduction est gonochorique, et mâles et femelles relâchent leurs gamètes en même temps grâce à un signal phéromonal, en pleine eau, où œufs puis larves (appelées ophiopluteus) vont évoluer parmi le plancton pendant quelques semaines avant de rejoindre le sol. La croissance est lente : 7 mm de diamètre par an pour le disque central.

## Divers
Cette espèce a été utilisée pour l'étude de la détection d'acides aminés par les échinordermes.